# 海老名龍人
海老名 龍人（えびな りゅうと）は、日本のライトノベル作家である。

## 略歴
2014年に『次元の壁がなくなったら』が第16回エンターブレインえんため大賞小説部門の候補に選ばれた。
2016年に『自殺するには向かない季節』で第6回講談社ラノベ文庫新人賞で大賞を受賞、同作品は講談社ラノベ文庫（講談社）より椎名優がイラストを務める形で2017年5月に書籍化された。
2019年には『世界は愛を救わない』がももいろねがイラストを務める形で講談社ラノベ文庫（講談社）より書籍化された。

## 書籍化作品
- 『自殺するには向かない季節』
- 『世界は愛を救わない』